# (1391) Carelia
(1391) Carelia est un astéroïde de la ceinture principale.

## Description
(1391) Carelia est un astéroïde de la ceinture principale. Il fut découvert le 16 février 1936 à Turku par Yrjö Väisälä. Il présente une orbite caractérisée par un demi-grand axe de 2,55 UA, une excentricité de 0,16 et une inclinaison de 7,6° par rapport à l'écliptique.

## Compléments